# Пахмутова, Александра Николаевна
Алекса́ндра Никола́евна Па́хмутова (род. 9 ноября 1929, Бекетовка, Нижне-Волжский край, РСФСР, СССР) — советский и российский композитор, пианистка, автор песен, общественный деятель. Герой Труда Российской Федерации (2024), Герой Социалистического Труда (1990) (одна из трёх человек, удостоенных обоих званий), народная артистка СССР (1984), лауреат Государственной премии Российской Федерации (2015), двух Государственных премий СССР (1975, 1982) и премии Ленинского комсомола (1966), кавалер ордена Святого апостола Андрея Первозванного (2019) и двух орденов Ленина (1979, 1990).
Жена и соавтор (1956—2023) поэта-песенника Николая Добронравова (1928—2023).

## Биография

### Ранние годы
Родилась 9 ноября 1929 года в посёлке Бекетовка Нижне-Волжского края (ныне — Волгоград), в семье партийного работника Николая Андриановича (1902—1983) и Марии Амплеевны (1897—1978) Пахмутовых.
С 6 августа 1942 по 1943 год — в эвакуации в Караганде Казахской ССР. Там же продолжила учёбу в местной музыкальной школе (с 1952 года — Карагандинское музыкальное училище, ныне — Карагандинский колледж искусств имени Таттимбета).

### Творчество
Её песни исполняли и исполняют многие известные артисты советской, российской и зарубежной эстрады, а также актёры театра и кино.
Во времена советской власти песню А. Пахмутовой и Н. Добронравова «Ильич прощается с Москвой» запретили. Песню исполнила Л. Зыкина, но в эфире она не звучала никогда.
31 мая 2011 года городское собрание депутатов Магнитогорска утвердило в качестве гимна города песню «Магнитка» А. Пахмутовой и Н. Добронравова.
17 мая 2017 года муниципалитет Ярославля утвердил в качестве гимна города песню «Ярославль мой, город-князь» А. Пахмутовой и Н. Добронравова.
«Песня о тревожной молодости» — неофициальный гимн Министерства по чрезвычайным ситуациям России.
Раздел «Список песен» на официальном сайте композитора содержит 444 песни (по состоянию на середину 2024 года).

### Общественная деятельность
Секретарь правления Союза композиторов СССР в 1968—1991 годах и Союза композиторов России в 1993—1995 годах.
С 26 июля 2010 года — член Патриаршего совета по культуре (Русская православная церковь).
В течение многих лет была председателем Всесоюзной комиссии массовых музыкальных жанров. Депутат Верховного Совета РСФСР 10—11-го созыва. Член Президиума ВС РСФСР (1985—1990).

### Общественная позиция
С августа 2018 года внесена в украинскую базу «Миротворец».

### Личная жизнь
В 1956 году вышла замуж за поэта Николая Добронравова (1928—2023), многие его стихи были положены ею на музыку, вместе они стали соавторами популярных песен. Детей не было.
А. Пахмутова и Н. Добронравов были знакомы с Сергеем Королёвым и близко дружили с Юрием Гагариным.
Александра Пахмутова — болельщица футбольного клуба «Ротор» (Волгоград).

## Творчество

### Песни
В алфавитном порядке:
1. «Ах, печаль, ты моя печаль» (сл. Н. Н. Добронравова) — исп. Н. В. Мордюкова.
2. «Беловежская пуща» (сл. Н. Н. Добронравова) — исп. ВИА «Песняры», ВИА «Сябры», Большой детский хор Всесоюзного радио и Центрального телевидения под управлением В. С. Попова (солисты В. В. Николаев, Б. А. Руденко).
3. «Белоруссия» (сл. Н. Н. Добронравова) — исп. ВИА «Песняры».
4. «Будем вместе» (сл. Н. Н. Добронравова) — исп. М. С. Боярский.
5. «В одном почтовом ящике» (сл. Е. А. Долматовского) — исп. И. Д. Кобзон.
6. «В песнях останемся мы» (сл. Н. Н. Добронравова) — исп. В. В. Мамонов и Большой детский хор Всесоюзного радио и Центрального телевидения под управлением В. С. Попова, ВИА «Верасы», Н. В. Басков.
7. «Ваня» (сл. Н. Н. Добронравова) — исп. В. В. Толкунова, В. Г. Готовцева.
8. «Вера» (сл. Н. Н. Добронравова) — исп. Л. М. Гурченко, И. И. Шведова.
9. «Весна 45 года» (сл. Е. А. Долматовского) — исп. Ю. И. Богатиков.
10. «Вечерний эскиз» (сл. Н.Добронравов) — исп. М. Магомаев
11. «Виноградная лоза» (сл. Н. Н. Добронравова) — исп. Павел Дементьев.
12. «Вираж» (сл. Н. Н. Добронравова) — исп. Н. П. Караченцов, Д. В. Харатьян.
13. «Вишнёвый сад» (сл. Н. Н. Добронравова) — исп. Ю. И. Богатиков, Витас.
14. «Во имя жизни» (сл. Н. Н. Добронравова) — исп. Р. А. Гареев.
15. «Вся надежда на метро» (сл. Н. Н. Добронравова) — исп. Л. В. Лещенко.
16. «Где ты, где ты, отчий дом?» (сл. С. А. Есенина) — исп. Н. А. Губа, Л. Г. Зыкина.
17. «Где-то в поле возле Магадана» (сл. Н. А. Заболоцкого) — исп. И. Д. Кобзон.
18. «Где-то под Бекетовкой» (родина А. Н. Пахмутовой) (сл. Г. Киреева) — исп. Л. Г. Зыкина, Большой детский хор Всесоюзного радио и Центрального телевидения под управлением В. С. Попова.
19. «Геологи» (сл. С. Т. Гребенникова и Н. Н. Добронравова) — исп. И. С. Бржевская, группа «Hi-Fi».
20. «Герои спорта» (сл. Н. Н. Добронравова) — исп. М. М. Магомаев.
21. «Главное, ребята, сердцем не стареть» (сл. С. Т. Гребенникова и Н. Н. Добронравова) — исп. Л. П. Барашков, после его смерти песню исполняет И. Д. Кобзон, Э. С. Пьеха, Феликс Царикати.
22. «Говорили-балакали» (сл. Н. Н. Добронравова) — исп. Н. Г. Бабкина и Т. И. Саванова.
23. «Город нашей славы» (сл. Н. Н. Добронравова) — исп. Л. В. Лещенко.
24. «Горькая моя Родина» (сл. Н. Н. Добронравова) — исп. Н. А. Губа в сопровождении Кубанского казачьего хора.
25. «Горячий снег» (сл. М. Д. Львова) — исп. Ю. А. Гуляев, Я. В. Осин.
26. «Да разве сердце позабудет» (сл. Н. Н. Добронравова) — исп. Э. А. Хиль, Н. В. Басков, М. И. Тишман.
27. «До отправления поезда осталось 5 минут» (сл. Н. Н. Добронравова) — исп. ВИА «Надежда».
28. «До свиданья, Москва» (прощальная песня Олимпиады-80) (сл. Н. Н. Добронравова) — исп. дуэты Т. В. Анциферовой и Л. В. Лещенко, Л. В. Лещенко и Валерии, М. М. Магомаев.
29. «До третьих петухов» (сл. Н. Н. Добронравова) — исп. ВИА «Песняры».
30. «Добрая сказка» (сл. Н. Н. Добронравова) — исп. Ж. Г. Рождественская и О. С. Рождественская, Л. П. Сенчина.
31. «Если отец герой» (сл. С. Т. Гребенникова и Н. Н. Добронравова).
32. «Зачем меня окликнул ты?» (сл. Л. И. Ошанина) — исп. Л. Г. Зыкина, В. В. Толкунова.
33. «Звезда рыбака» (сл. С. Т. Гребенникова и Н. Н. Добронравова) — исп. М. М. Магомаев.
34. «Звёздная наша пристань» (сл. Н. Н. Добронравова) — исп. ВИА «Надежда», ВИА «Музыка».
35. «Звездопад» (сл. Н. Н. Добронравова) — исп. ВК «Аккорд».
36. «Звёзды Мехико» (сл. Н. Н. Добронравова) — исп. Л. П. Барашков и Н. П. Караченцов.
37. «Звёзды над тайгой» (сл. С. Т. Гребенникова и Н. Н. Добронравова) — исп. И. Д. Кобзон и Е. А. Камбурова.
38. «Звёзды становятся ближе» (сл. Н. Н. Добронравова) — исп. С. М. Ротару.
39. «Знаете, каким он парнем был» (сл. Н. Н. Добронравова) — исп. Ю. А. Гуляев, И. Д. Кобзон. Посвящается Ю. А. Гагарину.
40. «И вновь продолжается бой» (сл. Н. Н. Добронравова) — исп. Л. А. Сметанников, И. Д. Кобзон, Большой детский хор Всесоюзного радио и Центрального телевидения под управлением В. С. Попова, Л. В. Лещенко. Есть в исполнении Е. Летова.
41. «Ильич прощается с Москвой» — исп. Л. Г. Зыкина.
42. «И меня пожалей» (сл. И. А. Гофф) — исп. М. В. Кристалинская, А. Герман.
43. «Как молоды мы были» (сл. Н. Н. Добронравова) — исп. А. Б. Градский, Э. С. Пьеха, З. Н. Тутов, Т. М. Гвердцители, А. Н. Асадуллин, Е. А. Камбурова, И. Бобул, Д. А. Хворостовский, Гасим Халилов.
44. «Киев — красное солнышко» — исп. Л. Г. Зыкина.
45. «Команда молодости нашей» (сл. Н. Н. Добронравова) — исп. Л. М. Гурченко.
46. «Комсомольская путёвка» (сл. Е. А. Долматовского) — исп. ВИА «Надежда».
47. «Кто отзовётся?» (сл. Н. Н. Добронравова) — исп. М. М. Магомаев, М. В. Кристалинская, Государственный академический русский народный хор им. М. Е. Пятницкого.
48. «Куба — любовь моя» (сл. Н. Н. Добронравова) — исп. М. М. Магомаев, И. Кобзон, ВИА «Надежда».
49. «ЛЭП-500» (сл. С. Т. Гребенникова и Н. Н. Добронравова) — исп. Ю. Н. Пузырёв, Ю. А. Гуляев.
50. «Люби меня» (сл. Н. Н. Добронравова) — исп. Юлиан.
51. «Любовь, Комсомол и Весна» (сл. Н. Н. Добронравова) — исп. Л. В. Лещенко, Большой детский хор Всесоюзного радио и Центрального телевидения под управлением В. С. Попова.
52. «Малая земля» (сл. Н. Н. Добронравова) — исп. М. М. Магомаев, Л. Г. Зыкина.
53. «Марчук играет на гитаре» (сл. С. Т. Гребенникова и Н. Н. Добронравова) — исп. И. Д. Кобзон, Н. Н. Рыбников и В. М. Земляникин.
54. «Мать и сын» (сл. Н. Н. Добронравова). Песня была написана специально для дуэта Л. Г. Зыкина и Юлиан, Я. В. Осин.
55. «Мелодия» (сл. Н. Н. Добронравова) — исп. М. М. Магомаев, Ю. А. Гуляев, В. В. Ободзинский, после его смерти песню исполняет М. М. Кизин, Р. И. Ибрагимов, Н. В. Басков, Гасим Халилов.
56. «Миновали годы» (сл. Д. Л. Костюрина) — исп. Г. В. Хазанов.
57. «Мне с детства снилась высота» (сл. Н. Н. Добронравова) — исп. А. Н. Асадуллин, С. Г. Беликов, А. Б. Градский, О. Б. Кормухина.
58. «Мой друг» (сл. Д. Л. Костюрина) — исп. Юлиан.
59. «Молодеет вся планета» (сл. С. Т. Гребенникова и Н. Н. Добронравова) исп. Ансамбль советской песни Всесоюзного радио, Ансамбль советской песни Центрального телевидения и Всесоюзного радио.
60. «Море стало строже» (сл. С. Т. Гребенникова и Н. Н. Добронравова) — исп. Э. А. Хиль.
61. «Моя Воркута» (А.Пахмутова, В. Кузнецов) — официальный гимн Воркуты
62. «Моя страна — твой верный друг» (сл. Н. Н. Добронравова) — исп. ансамбль «Панорама».
63. «Мы учим летать самолёты» (сл. Н. Н. Добронравова) — исп. Ю. А. Гуляев.
64. «На взлёт!» (сл. С. Т. Гребенникова и Н. Н. Добронравова) — исп. А. И. Королев, Э. А. Хиль.
65. «Надежда» (сл. Н. Н. Добронравова) — исп. А. Герман, Э. С. Пьеха, М. Магомаев, участники проекта «Старые песни о главном», Гасим Халилов
66. «На Мамаевом кургане тишина» (сл. В. Ф. Бокова)
67. «Нам не жить друг без друга» (сл. А. Н. Пахмутовой и Н. Н. Добронравова) — исп. М. М. Магомаев, А. Б. Градский, Ю. П. Слободкин, Л. В. Лещенко, Гасим Халилов
68. «Наша судьба» (сл. Н. Н. Добронравова) — исп. М. М. Магомаев.
69. «Не зря тебя назвали „Москвичом“» (сл. Н. Н. Добронравова) — исп. Э. А. Хиль, ВИА «Москвичи».
70. «Не покину тебя» (сл. Н. Н. Добронравова) — исп. В. Я. Леонтьев, М. М. Магомаев.
71. «Не расстанусь с комсомолом» (сл. Н. Н. Добронравова) — исп. И. Д. Кобзон, Н. В. Гнатюк.
72. «Нежность» (сл. С. Т. Гребенникова и Н. Н. Добронравова) — исп. М. В. Кристалинская, Ю. А. Гуляев, Т. И. Синявская, А. Н. Баянова, Т. Ю. Петрова, Т. И. Буланова, Томас Андерс (на английском языке исполнена 23 апреля 2009 года на концерте в Кремле[13]), Д. А. Хворостовский, Т. М. Гвердцители, А. С. Бон, Гасим Халилов
73. «Ненаглядный мой» (сл. Р. Ф. Казаковой) — исп. М. В. Кристалинская, М. Л. Пахоменко.
74. «Новая дорога» (сл. М. С. Лисянского) — исп. ВИА «Надежда». Посвящена строительству Байкало-Амурской магистрали.
75. «Новый день» (сл. Н. Н. Добронравова) — исп. М. М. Магомаев, Большой детский хор Всесоюзного радио и Центрального телевидения под управлением В. С. Попова.
76. «Ну, погоди!» (сл. Н. Н. Добронравова) — исп. Э. А. Хиль.
77. «Обнимая небо» (сл. Н. Н. Добронравова) — исп. Э. А. Хиль, Ю. А. Гуляев, Л. В. Лещенко, Ю. П. Слободкин, Е. П. Шапин.
78. «Орлята учатся летать» (сл. Н. Н. Добронравова) — исп. Большой детский хор Всесоюзного радио и Центрального телевидения под управлением В. С. Попова.
79. «Парус алый» (сл. Н. Н. Добронравова) — исп. В. Я. Леонтьев.
80. «Передний край» (сл. Н. Н. Добронравова) — исп. М. М. Магомаев.
81. «Песня о горе Магнитной» (сл. Н. Н. Добронравова) — исп. Л. В. Лещенко. В настоящее время песня является гимном крупного города Магнитогорска.
82. «Песня о тревожной молодости» (сл. Л. И. Ошанина) — исп. Ю. Н. Пузырёв и Сергей Фёдоров, Е. Г. Кибкало и М. С. Решетин, Ю. А. Гуляев, В. И. Копылов и В. Л. Матусов, Краснознамённый ансамбль песни и пляски Советской Армии имени А. В. Александрова, ВИА «Смена», Большой детский хор Всесоюзного радио и Центрального телевидения под управлением В. С. Попова, Я. В. Осин.
83. «Песня ракетчиков» (бывшие позывные «Полевой почты» на радио «Маяк») (сл. Б. М. Яроцкого) — исп. Б. В. Кузнецов и Л. В. Полосин.
84. «Песня-сказ о Мамаевом кургане» (сл. В. Ф. Бокова) — исп. Волжский народный хор.
85. «Письмо на Усть-Илим» (сл. Н. Н. Добронравов) — исп. М. В. Кристалинская.
86. «По Ангаре» («Девчонки танцуют на палубе») (на слова С. Т. Гребенникова и Н. Н. Добронравова) — исп. И. Д. Кобзон и М. В. Кристалинская, И. Д. Кобзон и В. А. Кохно.
87. «Пока не поздно» (сл. Н. Н. Добронравова) — исп. И. Д. Кобзон.
88. «Поклонимся великим тем годам…» (сл. М. Д. Львова) — исп. И. Д. Кобзон, Л. Г. Зыкина, Н. В. Басков.
89. «Прощай, любимый» (сл. Н. Н. Добронравова) — исп. Т. И. Синявская.
90. «Прощание с Братском» (сл. С. Т. Гребенникова и Н. Н. Добронравова) — исп. Ю. Н. Пузырёв и А. С. Ведищева, И. Д. Кобзон.
91. «Птица счастья» (сл. Н. Н. Добронравова) — исп. В. Я. Леонтьев, ВИА «Здравствуй, песня», Н. В. Гнатюк, О. Г. Пирагс, Н. А. Чепрага, Б. Киров, Витас, Я. В. Осин.
92. «Россиянка» (сл. Н. Н. Добронравова) — исп. В. В. Толкунова
93. «Русский вальс» (сл. Н. Н. Добронравова) — исп. Юлиан, Н. В. Басков, В. В. Толкунова, М. И. Тишман.
94. «Русь» (сл. С. Т. Гребенникова и Н. Н. Добронравова) — исп. М. В. Кристалинская.
95. «Северная песня» (сл. Н. Н. Добронравова) — исп. Юлиан.
96. «Севернее всех» (сл. А. А. Вознесенского) — исп. Л. В. Лещенко.
97. «Сердце человека (Когда умолкнет дискотека» (сл. Н. Н. Добронравова) — исп. В. Я. Леонтьев
98. «Слава вперёд смотрящему» (сл. С. Т. Гребенникова и Н. Н. Добронравова)
99. «Слушай, тёща» (сл. Н. В. Дружининского) — исп. ВИА «Здравствуй, песня», М. М. Кизин, Ю. И. Богатиков, ВИА «Песняры».
100. «Смелость строит города» (сл. С. Т. Гребенникова и Н. Н. Добронравова) — исп. Э. А. Хиль.
101. «Смоленская дорога» (сл. Н. Н. Добронравова) — исп. Л. Г. Зыкина.
102. «Снегурочка» (сл. С. Т. Гребенникова и Н. Н. Добронравова) — исп. С. Я. Лемешев, В. А. Нечаев, Н. В. Басков.
103. «Стадион моей мечты» (сл. Н. Н. Добронравова) — исп. М. М. Магомаев.
104. «Старт даёт Москва» (сл. Н. Н. Добронравова) — исп. В. В. Толкунова и Л. В. Лещенко.
105. «Старый клён» (сл. М. Л. Матусовского) — исп. Л. И. Овчинникова и Н. Н. Погодин, А. А. Абдалова и Л. В. Лещенко, Л. М. Гурченко, сейчас М. М. Кизин, Н. Г. Бабкина и ансамбль «Русская песня».
106. «Счастья тебе, Литва!» (сл. Н. Н. Добронравова) — исп. Б. Петриките
107. «Темп» (сл. Н. Н. Добронравова) — исп. С. М. Ротару.
108. «Только б дождаться» (сл. Н. Н. Добронравова) — исп. Л. Г. Рюмина.
109. «Только лебеди пролетали» (сл. Е. А. Долматовского) — исп. И. Д. Кобзон.
110. «Только так победим» (1982) («Ленин, Партия, Комсомол!») (сл. Н. Н. Добронравова) — исп. трио И. Д. Кобзон, С. М. Ротару и Л. В. Лещенко, Большой детский хор Всесоюзного радио и Центрального телевидения (солист — Олег Кротов, 1983).
111. «Трус не играет в хоккей» (сл. С. Т. Гребенникова и Н. Н. Добронравова) — исп. Л. П. Барашков, В. И. Мулерман, Э. А. Хиль, Большой детский хор Всесоюзного радио и Центрального телевидения под управлением В. С. Попова, вместе С. В. Мазаев, В. М. Сюткин и В. В. Рыбин.
112. «Ты — моя надежда, ты — моя отрада» (сл. Н. Н. Добронравова) — исп. Л. В. Лещенко, Б. Киров, Н. В. Басков.
113. «Ты танцуешь, я пою» (сл. Н. Н. Добронравова) — исп. Юлиан.
114. «Усталая подлодка» (сл. С. Т. Гребенникова и Н. Н. Добронравова) — исп. Ю. И. Богатиков, Ю. А. Гуляев, И. Д. Кобзон.
115. «Хорошие девчата» (сл. М. Л. Матусовского) — исп. ВК «Улыбка», группа «Девчата», Л. А. Долина и И. А. Отиева, М. В. Девятова, группа «Фабрика».
116. «Чайка над волной» (сл. Н. Н. Добронравова) — исп. Ирина и Елена Базыкины.
117. «Чёрно-белая судьба» (сл. Н. Н. Добронравова) — исп. Ю. А. Шиврин.
118. «Шумят хлеба» (сл. С. Т. Гребенникова) — исп. Г. М. Белов.
119. «Это мы (Марш молодых строителей)» (сл. Ю. И. Визбора, М. Кусургашева) — исп. Е. Г. Кибкало.
120. «Я люблю тебя всегда» (сл. Н. Н. Добронравова) — исп. В. В. Ободзинский, Л. В. Лещенко.
121. «Я не могу иначе» (сл. Н. Н. Добронравова) — исп. В. В. Толкунова.
122. «Яростный стройотряд» (сл. Н. Н. Добронравова) — исп. А. Б. Градский.

Песни для детских коллективов
- «15 костров» (сл. Н. Н. Добронравова).
- «В земле наши корни» (сл. Е. А. Долматовского).
- «Вопрос» (сл. Р. И. Рождественского).
- «Всегда готовы!» (сл. С. Т. Гребенникова и Н. Н. Добронравова).
- «Гайдар шагает впереди» (сл. С. Т. Гребенникова и Н. Н. Добронравова).
- «Горнист» (сл. Н. Н. Добронравова).
- «Гудит завод» (сл. С. Т. Гребенникова и Н. Н. Добронравова).
- «Дарите радость людям» (сл. Н. Н. Добронравова).
- «Дерево дружбы» (сл. Н. Н. Добронравова).
- «Дикая собака динго» (сл. Н. Н. Добронравова).
- «Доктор Айболит» (сл. Н. Н. Добронравова).
- «Жили-были» (сл. Ю. Е. Черных).
- «Замечательный вожатый» (сл. С. Т. Гребенникова и Н. Н. Добронравова).
- «Здравствуй, русская зима!» (сл. Н. Н. Добронравова).
- «Кто пасётся на лугу?» (сл. Ю. Е. Черных).
- «Лодочка моторная» (сл. С. Т. Гребенникова и Н. Н. Добронравова).
- «Мальчиш-Кибальчиш» (сл. С. Т. Гребенникова и Н. Н. Добронравова).
- «Мы — гагаринцы» (сл. Н. Н. Добронравова).
- «Мы на огненных мчались конях» (сл. С. Т. Гребенникова).
- «Мы тоже Советская власть» (сл. Н. Н. Добронравова).
- «Орлята учатся летать» (сл. Н. Н. Добронравова).
- «Песня красных следопытов» (сл. С. Т. Гребенникова и Н. Н. Добронравова).
- «Песня о библиотеке имени Ленина» (сл. С. Т. Гребенникова и Н. Н. Добронравова).
- «Песня о пионерах-героях» (сл. С. Т. Гребенникова и Н. Н. Добронравова) и др.
- «Принимаем тебя в пионеры» (сл. Н. Н. Добронравова).
- «Про нашу Советскую Родину» (сл. М. Ивенсен).
- «Просьба» (сл. Р. И. Рождественского).
- «Путевая пионерская» (сл. Н. П. Найдёновой).
- «Сигнальщики-горнисты» (сл. Н. Н. Добронравова).
- «Страна Пионерия» (сл. С. Т. Гребенникова и Н. Н. Добронравова).
- «Турнир эрудитов» (сл. Н. Н. Добронравова).
- «Улица Мира» (сл. Н. Н. Добронравова).
- «Утро, здравствуй» (сл. С. Т. Гребенникова).
- «Хор хороший» (сл. Н. Н. Добронравова).

### Произведения в других жанрах
- «Русская сюита» для оркестра (1953).
- Концерт для трубы с оркестром (1955).
- Ноктюрн для валторны и фортепиано (1955)
- Концерт для оркестра (1972 г., на его основе балет «Озарённость», постановка 1974, Большой театр, Москва).
- «Ода на зажжение огня» (для смешанного хора и большого симфонического оркестра).
- Вокальные циклы: «Созвездие Гагарина», «Песни о Ленине», «Таёжные звёзды», «Отчизна», «Обнимая небо» и другие.
- Кантаты: «Прекрасная, как молодость, страна», «Василий Тёркин» (1953), «Красные следопыты» (1962), «Отрядные песни» (1972).
- Увертюры: «Юность» (1957), «Тюрингия» (1958), «Весёлые девчата», «Русский праздник» (1967) для оркестра русских народных инструментов
- Музыка для детей: сюита «Ленин в сердце у нас» (1957)
- Инструментальная музыка: концертные пьесы — «Ритмы времени», «Карнавал», «Ауфтакт», «Робинзонада» (к к\ф «Моя любовь на третьем курсе»), «Сердце на ладони», «Миг удачи», «Утро большого города», «Элегия» (к к\ф «О спорт, ты — мир!») и другие.
- Музыка к кинофильмам, спектаклям драматических театров, радиопостановкам.

### Фильмография
Композитор
- 1955 — Экран жизни (совместно с А. Я. Эшпаем)
- 1956 — За рулём автомобиля
- 1957 — Семья Ульяновых
- 1958 — По ту сторону
- 1961 — Девчата
- 1962 — Яблоко раздора
- 1964 — Жили-были старик со старухой
- 1967 — Три тополя на Плющихе
- 1973 — Весёлая карусель. Фильм № 5 «Кто пасётся на лугу?» (мультипликационный)
- 1973 — Созвездие Гагарина (документальный)
- 1974 — Закрытие сезона
- 1976—1977 — Рождённая революцией (совм. с Е. Ф. Станковичем, И. В. Ключарёвым)
- 1975 — Камни говорят
- 1976 — Начальник стройки
- 1976 — Мелодия. Песни Александры Пахмутовой (короткометражный)
- 1976 — Моя любовь на третьем курсе
- 1977 — Диск (документальный) (совм. с В. Г. Мулявиным, В. Г. Добрыниным, Ю. В. Семеняко)
- 1979 — Баллада о спорте (документальный)
- 1979 — В песне жизнь моя… Александра Пахмутова (короткометражный)
- 1981 — О спорт, ты — мир! (документальный) (совм. с Ш. Э. Каллошем)
- 1982 — Любимые песни (музыкальный фильм, короткометражный) (совм. с др.)
- 1982 — Полынь — трава горькая
- 1983 — Товарищ ЧТЗ
- 1984 — Страницы жизни Александры Пахмутовой (документальный)
- 1985 — Битва за Москву — увертюра (тема титров)
- 1989 — Встречи в субботний вечер (фильм-концерт, короткометражный) (совм. с др.)
- 1989 — Ты помнишь наши встречи… (фильм-концерт, короткометражный) (совм. с др.)
- 1990 — Облака нашего детства
- 1993 — Трагедия века (совместно с Юрием Левитиным)
- 1995 — Сын за отца
- 1995 — Великий полководец Георгий Жуков (совместно с Ю. А. Левитиным)
- 1995 — Спорт недели с Алексеем Ефимовым (шапка телепередачи, ТВ-6)[14]
- 2004 — Великая Победа. Народная память
- 2006 — Карнавальная ночь 2, или 50 лет спустя (совм. с др.)
- 2018 — Крепкая броня (в производстве) (совм. с Вс. О. Саксоновым)

Участие в фильмах
| Год  |     | Название                                                        | Роль                     |
| ---- | --- | --------------------------------------------------------------- | ------------------------ |
| 1965 | тф  | Новогодний календарь                                            | Имя персонажа не указано |
| 1965 | док | Семь советских песен                                            | интервью                 |
| 1976 | кор | Мелодия. Песни Александры Пахмутовой                            | Имя персонажа не указано |
| 1979 | кор | В песне жизнь моя… Александра Пахмутова                         | Имя персонажа не указано |
| 1984 | док | Страницы жизни Александры Пахмутовой                            | Имя персонажа не указано |
| 1986 | док | Сибирские адреса её песен                                       | Имя персонажа не указано |
| 1990 | док | Монологи о Юрии Гуляеве                                         | Имя персонажа не указано |
| 1999 | док | Юрий Пузырев (из цикла телепрограмм канала ОРТ «Чтобы помнили») | Имя персонажа не указано |
| 2006 | тф  | Карнавальная ночь 2, или 50 лет спустя                          | камео                    |
| 2008 | док | Евгений Светланов. Воспоминание…                                | Имя персонажа не указано |
| 2009 | док | Песня остается с человеком. Аркадий Островский                  | Имя персонажа не указано |
| 2011 | док | Валентина Толкунова. Буду любить я вас всегда…                  | Имя персонажа не указано |
| 2012 | док | Александра Пахмутова. Отвечу за каждую ноту                     | Имя персонажа не указано |
| 2013 | ф   | Бульварное Кольцо                                               | эпизод                   |
| 2014 | док | Симфония экрана                                                 | Имя персонажа не указано |

## Награды и звания

### Советские и российские
Звания
- Герой Труда Российской Федерации (9 ноября 2024) — за особые заслуги в развитии отечественного музыкального искусства, многогранную общественную деятельность и многолетнюю плодотворную творческую работу[15]
- Герой Социалистического Труда (29 октября 1990) — за выдающиеся заслуги в развитии советского музыкального искусства и плодотворную общественную деятельность[16]
- Заслуженный деятель искусств РСФСР (2 июня 1971) — за заслуги в области советского музыкального искусства[17]
- Народная артистка РСФСР (1 августа 1977) — за заслуги в области советского музыкального искусства[18]
- Народная артистка СССР (22 июня 1984) — за большие заслуги в развитии советского музыкального искусства[19]
- Почётный гражданин Москвы (13 сентября 2000) — за неоценимый вклад в отечественную музыкальную культуру, создание любимых народом песен высокого гражданского и патриотического звучания, большую общественную и педагогическую деятельность
- Почётный гражданин Волгограда (19 октября 1993) — за выдающиеся заслуги в области музыкального искусства, значительный творческий вклад, получивший признание волгоградцев и всей России
- Почётный гражданин Волгоградской области (2019) — за значительный вклад в развитие культуры[20]
- Почётный гражданин Луганска (1971)
- Почётный гражданин Братска (1994)
- Почётный гражданин Магнитогорска (1994)
- Первый почётный гражданин Усть-Илимска (1979)
- Почётный профессор МГУ (2015) — за выдающийся вклад в отечественную культуру, воспитание молодёжи и плодотворное сотрудничество с Московским университетом[21]

Ордена
- Орден Святого апостола Андрея Первозванного (28 октября 2019) — за выдающиеся заслуги в развитии отечественной культуры и искусства, многолетнюю плодотворную деятельность[22]
- Орден «За заслуги перед Отечеством» I степени (9 ноября 2009) — за выдающиеся заслуги в развитии отечественного музыкального искусства и многолетнюю творческую деятельность[23]
- Орден «За заслуги перед Отечеством» II степени (27 декабря 1999) — за большой личный вклад в развитие музыкального искусства[24]
- Орден «За заслуги перед Отечеством» III степени (29 сентября 2014) — за большой вклад в развитие отечественного музыкального искусства и достигнутые творческие успехи[25]
- Два ордена Ленина (6 ноября 1979) — за большие заслуги в развитии советского музыкального искусства и в связи с пятидесятилетием со дня рождения[26], 29 октября 1990)
- Два ордена Трудового Красного Знамени (1967, 1971)
- Орден Дружбы народов (1986)

Премии
- Государственная премия СССР (1975) — за песни последних лет (1971—1974)
- Государственная премия СССР (1982) — за музыкальное оформление фильма «О, спорт, ты — мир!» (1981)
- Государственная премия Российской Федерации за выдающиеся достижения в области гуманитарной деятельности 2014 года (8 июня 2015)[27]
- Премия Ленинского комсомола (1966) — за цикл песен о молодёжи и комсомоле
- Премия Союзного государства России и Беларуси за произведения литературы и искусства, вносящие большой вклад в укрепление отношений братства, дружбы и всестороннего сотрудничества между государствами — участниками Союзного государства (10 марта 2004)[28]
- Премия Президента Беларуси «Через искусство — к миру и взаимопониманию» (Беларусь, 2008)
- Межгосударственная премия СНГ «Звёзды Содружества» за 2009 год[29]
- Премия Министерства обороны Российской Федерации в области культуры и искусства (2016) — за вклад в развитие культуры[30]

### Иностранные
- Орден Франциска Скорины (3 апреля 2000, Беларусь) — за активную деятельность по развитию и укреплению белорусско-российских культурных связей[31].
- Орден Дружбы народов (9 ноября 2024, Беларусь) — за значительный вклад в развитие музыкального искусства, укрепление мира, белорусско-российских отношений и культурных связей, плодотворную творческую деятельность, которая способствует сближению и взаимообогащению национальных культур[32][33][34].

### Общественные
- Российская национальная премия «Овация» в номинации «Живая легенда» (2002)
- Премия «Российский национальный Олимп» (2004)
- Национальная премия общественного признания достижений женщин «Олимпия» Российской Академии бизнеса и предпринимательства[35] (2006)
- Орден Славы и чести I степени (РПЦ, 2024)[36]
- Орден преподобной Евфросинии, великой княгини Московской II степени (РПЦ, 2008)
- Орден Святой равноапостольной княгини Ольги I степени (РПЦ, 2014)[37]
- Почётная премия РАО «За вклад в развитие науки, культуры и искусства»[38]
- Российская премия Л. Э. Нобеля (Фонд Людвига Нобеля, Санкт-Петербург)[39]
- Приз «Золотой диск» фирмы «Мелодия»
- Звание «Человек года-2011» по версии «Царицынской Музы»[40][41][42][43]
- Орден «Ключ дружбы» (27 января 2015, Кемеровская область)[44]
- Национальная премия «Имперская культура» имени Эдуарда Володина за 2014 год, в номинации «Музыкальное искусство» за вклад в русскую музыкальную культуру.
- В 2017 году номинирована на награду за многолетний добросовестный труд и профессионализм в сфере искусства и культуры на церемонии награждения Национальной премии «Великие люди Великой России» при Правительстве Москвы
- Памятная Золотая медаль Сергея Михалкова (2019)[45]
- Гранд-премия «КиноВатсон»
- Именем А. Пахмутовой в 1977 году назван открытый в 1968 году астероид «Пахмутова».
- Премия имени Анатолия Лысенко в номинации «За личный вклад» (2024)

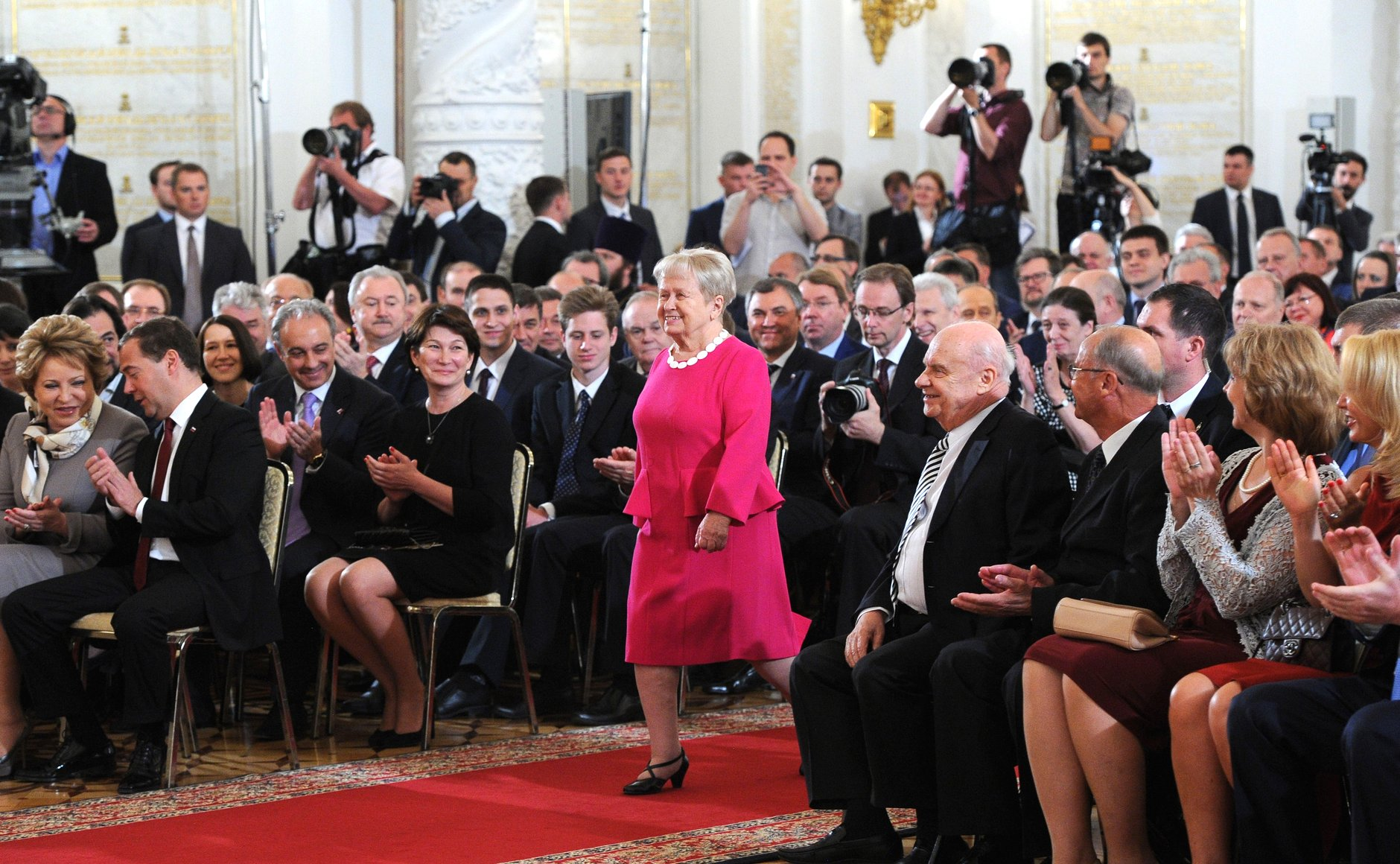
Александра Пахмутова на церемонии вручения Государственных премий России,12 июня 2015 года, Кремль
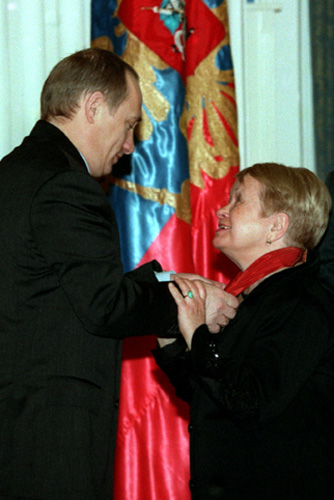
Награждение орденом «За заслуги перед Отечеством» II степени, 7 марта 2000 года, Кремль
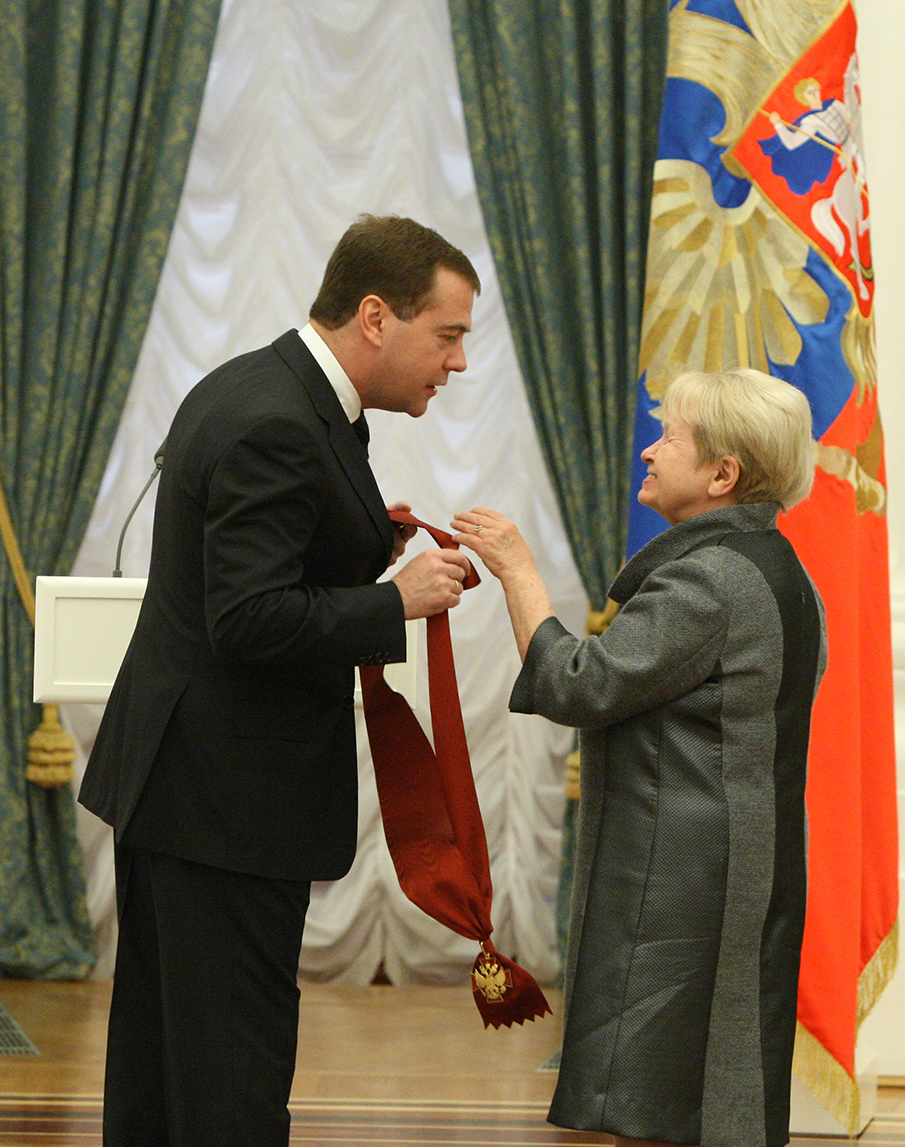
Награждение орденом «За заслуги перед Отечеством» I степени, 6 мая 2010 года, Кремль
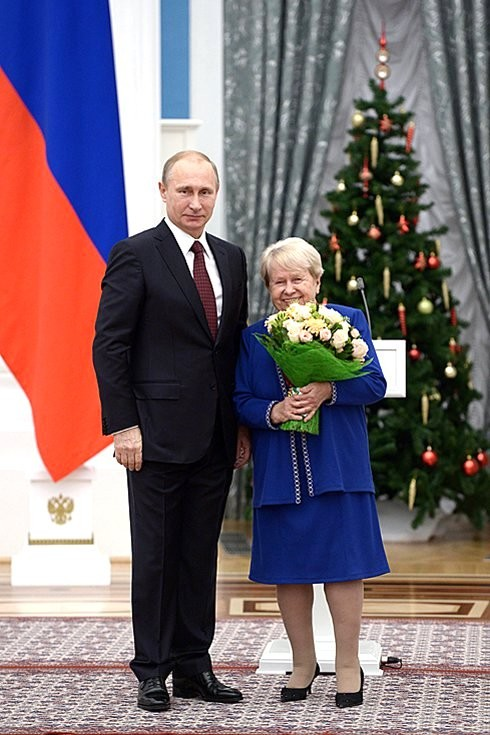
Награждение орденом «За заслуги перед Отечеством» III степени, 22 декабря 2014, Кремль
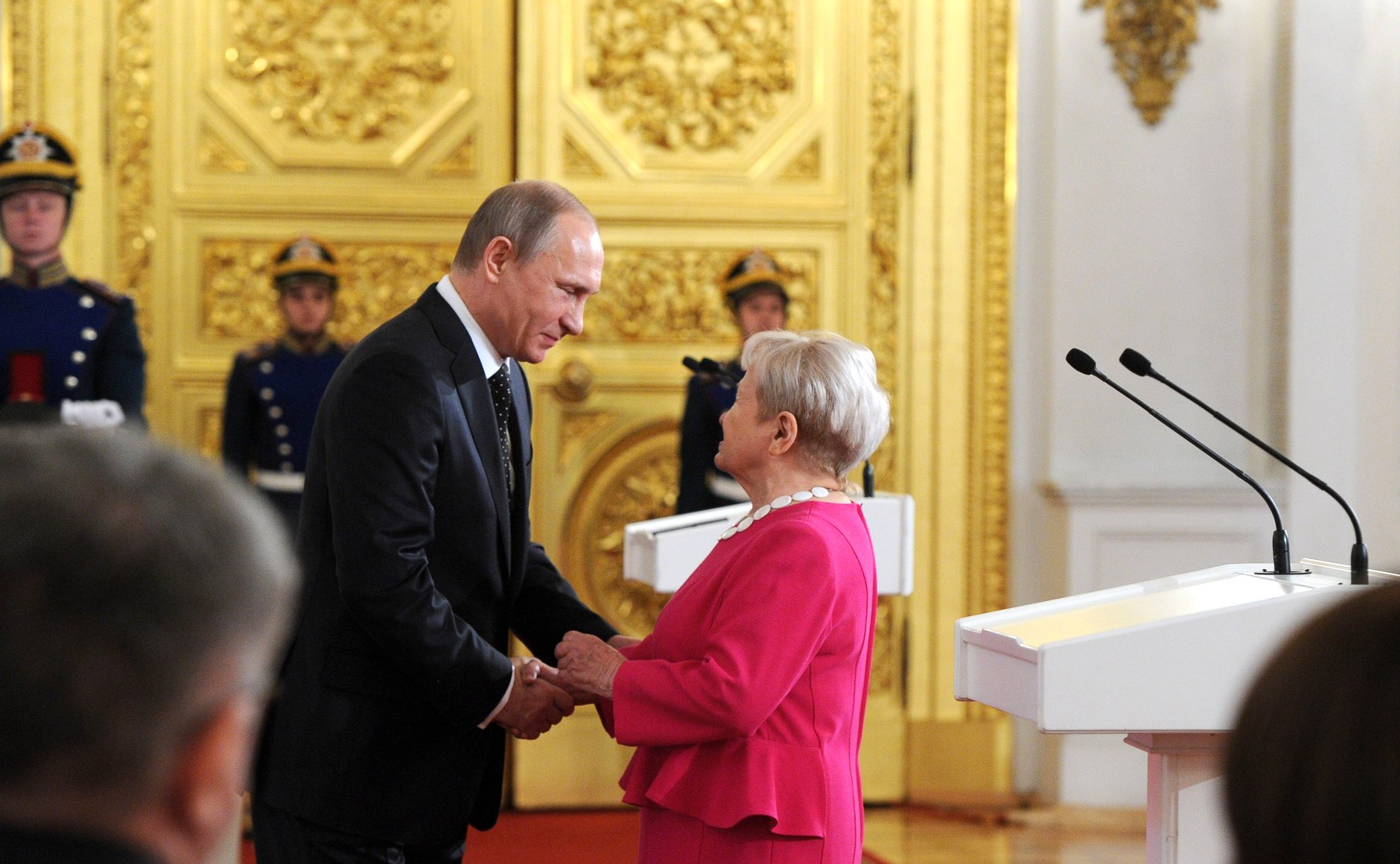
Вручение знака лауреата Государственной премии РФ в области гуманитарной деятельности. 12 июня 2015 года, Кремль